# Piazze
Piazze is een plaats (frazione) in de Italiaanse gemeente Artogne.